# Man Plans God Laughs
Albums de Public Enemy
The Evil Empire of Everything
(2012) Nothing Is Quick in the Desert
(2017)
Man Plans God Laughs est le quatorzième album studio de Public Enemy, diffusé à partir du 16 juillet 2015 en streaming sur Spotify.

## Liste des titres
| No  | Titre                      | Contient un (des) sample(s) de | Durée |
| --- | -------------------------- | --- | ----- |
| 1.  | No Sympathy from the Devil | Fear of a Black Planet de Public Enemy | 2:50  |
| 2.  | Me to We                   | | 2:15  |
| 3.  | Man Plans God Laughs       | | 2:04  |
| 4.  | Give Peace a Damn          | | 3:01  |
| 5.  | Those Who Know Know Who    | Welcome to the Terrordome de Public Enemy | 2:11  |
| 6.  | Honky Talk Rules           | Honky Tonk Women des Rolling Stones | 3:48  |
| 7.  | Mine Again                 | | 2:12  |
| 8.  | Lost in Space              | | 2:26  |
| 9.  | Corplantationopoly         | B Side Wins Again de Public Enemy | 2:27  |
| 10. | Earthizen                  | | 2:27  |
| 11. | Praise the Loud            | I Don't Know What This World Is Coming To des Soul Children featuring Jesse Jackson Get Up Offa That Thing de James Brown Rebel Without a Pause de Public Enemy By the Time I Get to Arizona de Public Enemy | 2:14  |